# آکوا (ماهواره)
آکوا (انگلیسی: Aqua) ماهواره علمی- پژوهشی چندملیتی ناسا است که در مدار زمین قرار گرفته و به مطالعه بارندگی، تبخیر سطحی و چرخه آب می‌پردازد. آکوا دومین ماهواره از سامانه دیده‌بانی زمین است که پس از ماهواره ماهواره ترا (پرتاب‌شده در ۱۹۹۹) و پیش از ماهواره آئورا (پرتاب‌شده در ۲۰۰۴)، در ۴ مه سال ۲۰۰۲ از پایگاه نیروی هوایی وندنبرگ توسط راکت دلتا ۲ به فضا پرتاب شد.
نام ماهواره از واژه لاتین آکوا به معنای آب گرفته شده‌است. آکوا ماهواره‌ای خورشیدآهنگ و دومین ماهواره از پروژه ای-ترین است که به جز آکوا، ماهواره‌های آئورا، کالیپسو، کلودست، رصدخانه مدارگرد کربن ۲، ماهواره فرانسوی پاراسل و ماهواره ژاپنی GCOM W1 را شامل می‌شود.

## نگارخانه

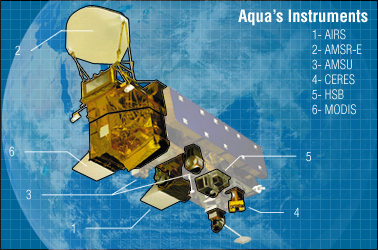
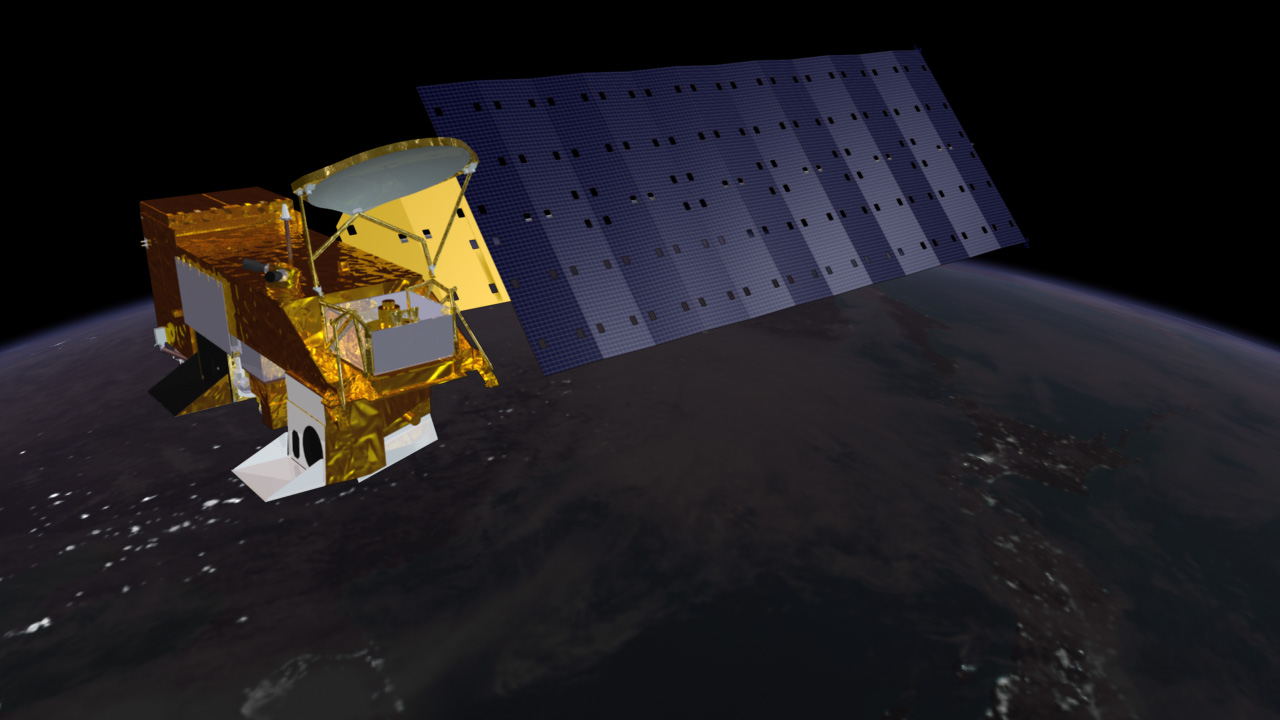
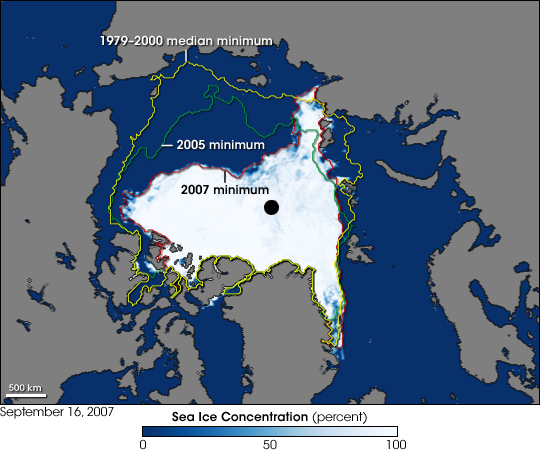